# Great Books of the Western World

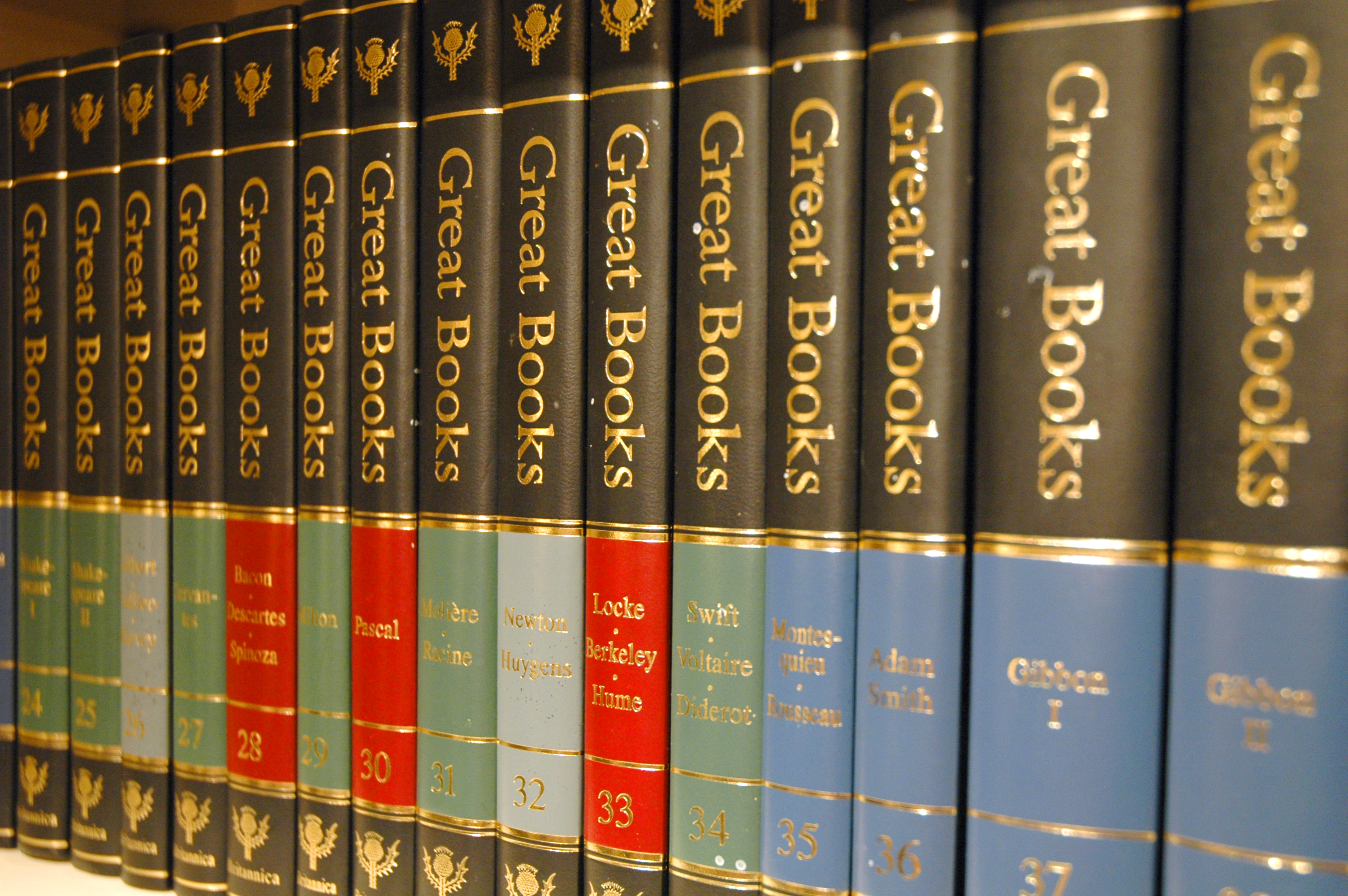
The Great Books of the Western World (Segunda edição)

Great Books of the Western World  (em português: Os Grandes Livros do Mundo Ocidental) é uma coleção de livros originalmente publicada nos Estados Unidos da América em 1952, pela Encyclopædia Britannica, Inc., para apresentar os Grandes Livros em um conjunto composto de 54 volumes.
Os editores originais seguiam três critérios para que um livro fosse incluído na série: o livro precisavam ser relevantes para os assuntos atuais, e não apenas importante no seu contexto histórico; sua leitura precisava ser enriquecedora em cada releitura; e precisava fazer parte da Grande Conversa sobre as Grandes Ideias, relevante, no mínimo, para 25 das 102 grandes ideias identificadas pelos editores. 
Uma segunda edição foi publicada em 1990 contendo 60 volumes. Algumas traduções foram atualizadas, obras foram removidas e adicionaram livros do século 20. 

## História
O projeto para a coleção começou na Universidade de Chicago, onde o presidente, Robert Hutchins, colaborou com Mortimer Adler para desenvolver um curso voltado aos homens de negócios com propósito de preencher as lacunas em educação liberal; para transformar o leitor em um intelectual familiarizado com os Grandes Livros do cânone ocidental, conhecedores das grandes ideias desenvolvidas ao longo dos últimos 3 milênios.